# Johannes Lang (Archivar)
Johannes Lang (* 1970 in München) ist ein deutscher Archivar und Historiker. Er ist tätig als Stadtheimatpfleger und Leiter des Stadtarchivs von Bad Reichenhall.
Johannes Lang studierte Geschichte, Klassische und Frühägäische Archäologie, Heimatpflege, Medieval Studies und Kulturmanagement an den Universitäten von Salzburg, Eichstätt-Ingolstadt, Cambridge und Hagen. Sein Studium schloss er zunächst mit einem Magister Artium und einem Diplom für Kulturmanagement ab. Mit einer von Heinz Dopsch betreuten Dissertation über St. Zeno in Reichenhall. Geschichte des Augustiner-Chorherrenstifts von der Gründung bis zur Säkularisation wurde er 2001 promoviert. In seinem 2004 veröffentlichten Führer zu den Burgen und Schlössern im Reichenhaller Raum hält er nicht weniger als 17 Burgen, Schlösser, Burgruinen und Burgställe in Bad Reichenhalls näherer Umgebung fest. Im Jahr 2010 folgte die Habilitation bei Heinz Dopsch an der Universität Salzburg mit einer Arbeit zur Geschichte Bad Reichenhalls. In 18 Großkapiteln schildert Lang auf über 900 Seiten die Stadtgeschichte bis in die jüngste Zeit (2006 Einsturz der Eislaufhalle). Nach Wilhelm Störmer liegt mit Langs Arbeit eine „dichtgedrängte Salz- und Stadtgeschichte vor“, die die bayerische Stadtgeschichtsforschung belebt.
Neben seiner Tätigkeit als Stadtarchivar und Stadtheimatpfleger von Bad Reichenhall ist er Privatdozent an der Universität Salzburg und Mitarbeiter der Germania Sacra am Max-Planck-Institut für Geschichte in Göttingen. Er ist Vorsitzender des Vereins für Heimatkunde Bad Reichenhall und Umgebung, Mitglied der Salzburger Archäologischen Gesellschaft sowie der Internationalen Paracelsus-Plattform und hat zahlreiche Veröffentlichungen zur Landes- und Regionalgeschichte vorgelegt.

## Publikationen (Auswahl)
- Studien zur bayerischen Verfassungs- und Sozialgeschichte / St. Zeno in Reichenhall: Geschichte des Augustiner-Chorherrenstifts von der Gründung bis zur Säkularisation, Salzburg, Univ., Diss., 2001;  Kommission für bayerische Landesgeschichte, München 2009. ISBN 978-3-7696-6878-0.
- Wirtschaftsstrukturen eines Augustiner-Chorherrenstiftes in den bayerischen Alpen – dargestellt am Beispiel St. Zenos in Reichenhall (= Schriftenreihe der Akademie der Augustiner-Chorherren von Windesheim. Band 8). Augustiner-Chorherren-Verlag, Paring 2003, ISBN 3-936197-02-4.
- Drahtseile zum Himmel – 75 Jahre Predigtstuhlbahn. Technik – Tourismus – Träume. Verein für Heimatkunde Bad Reichenhall und Umgebung, Bad Reichenhall 2003.
- Reichenhaller Burgenweg. Führer zu den Burgen und Schlössern im Reichenhaller Raum. Verein für Heimatkunde Bad Reichenhall und Umgebung, Bad Reichenhall 2004.
- Im Garten der Heilung. Die Geschichte des Königlichen Kurgartens von Bad Reichenhall. Noricum-Verlag, Bad Reichenhall 2005, ISBN 978-3-9809580-4-2.
- St. Zeno in Reichenhall. Geschichte des Augustiner-Chorherrenstifts von der Gründung bis zur Säkularisation (= Studien zur bayerischen Verfassungs- und Sozialgeschichte. Band 22). Kommission für Bayerische Landesgeschichte, München 2009, ISBN 978-3-7696-6878-0.
- Geschichte von Bad Reichenhall. Verlagsdruckerei Ph. C. W. Schmidt, Neustadt a. d. Aisch 2009. ISBN 978-3-87707-759-7.
- Halt Zoll! – der Schmuggel zwischen Salzburg und Bayern 1946–1954. Zus. mit Albin Kühnel. Herausgegeben vom Verein für Heimatkunde Bad Reichenhall und Umgebung, Bad Reichenhall 2010.
- Das Erzbistum Salzburg 2: Das Augustinerchorherrenstift St. Zeno in Reichenhall (= Germania Sacra. Dritte Folge, Band 9). Bearbeitet im Auftrage der Akademie der Wissenschaften zu Göttingen. De Gruyter Akademie Forschung, Berlin 2015. ISBN 978-3-11-030538-8 (online).
- (Hrsg.) Salz – Sole – Heilbad in den Alpen: Beiträge zur Salinen- und Kurgeschichte Bad Reichenhalls. Verlag Bad Reichenhall, Bad Reichenhall 2017, ISBN 978-3-00-055423-0.